# American Eagle Outfitters
American Eagle Outfitters Inc. er en amerikansk modetøjsvirksomhed, der driver egne brand-butikker, som sælger tøj og accessories. Virksomhedens hovedkvarter er i Southside Works Neighborhood i Pittsburgh i Pennsylvania. Virksomheden blev etableret i 1977 af brødrene Jerry og Mark Silverman, som et datterselskab til Retail Ventures, Inc., en virksomhed der også ejede og drev Silverman's Menswear. Silvermans solgte deres ejerskab i 1991 til Jacob Price fra Knoxville i Tennessee. American Eagle Outfitters er moderselskab til Aerie og tidligere til 77 kids.
Der er 949 American Eagle Outfitters-butikker og 97 stand-alone og 67 side-by-side Aerie-butikker. Det første American Eagle Outfitters-butik åbnede i 1977 i Twelve Oaks Mall i Novi i Michigan.
Nogle af mærkets populære produkter er lavtaljede jeans, polo shirts, T-shirts med grafik, sweatpants, henley shirts, boksershorts og briefs, overtøj og badetøj.